# Pierre Desproges
Pierre Desproges, né le 9 mai 1939 à Pantin et mort le 18 avril 1988 à Neuilly-sur-Seine, est un humoriste français réputé pour son humour noir, son anticonformisme et son sens de l'absurde.
Célèbre pour son humour grinçant mis en valeur par une remarquable aisance littéraire, Pierre Desproges s'est illustré avec des thèmes souvent évités par les autres humoristes de son époque, prenant à contre-pied certaines positions convenues dans la société. Il est notamment considéré comme l'auteur de la maxime suivante : « On peut rire de tout, mais pas avec tout le monde ».
Journaliste à L'Aurore, il débute à la télévision sur TF1 dans l’émission de Jacques Martin, Le Petit Rapporteur. À la radio, il est notamment le procureur fantasque du Tribunal des flagrants délires sur France Inter. Auteur de spectacles, il a aussi présenté l'émission humoristique La Minute nécessaire de monsieur Cyclopède sur FR3.

## Biographie

### Jeunesse

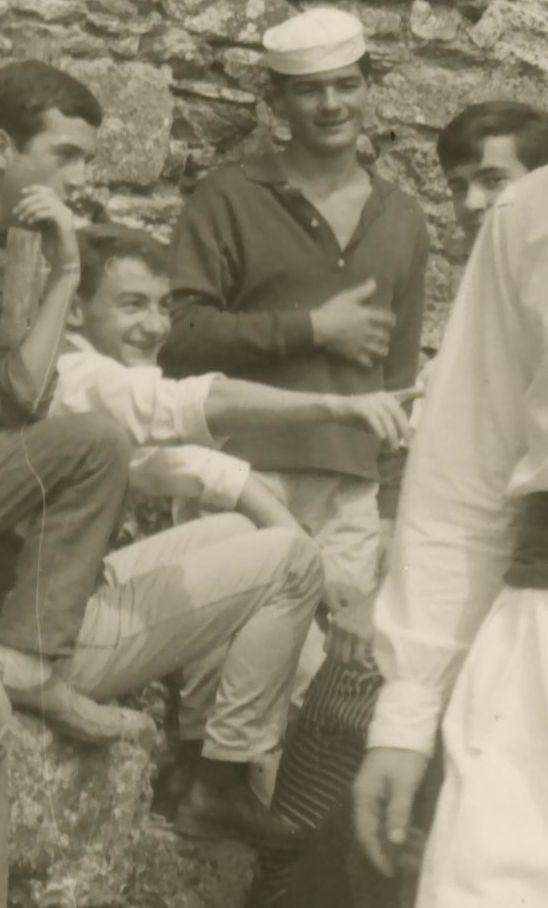
Pierre Desproges (deuxième sur la gauche) à Châlus, le 26 septembre 1958.

Né le 9 mai 1939 à Pantin, c'est à Paris que Pierre Desproges grandit et passe l'essentiel de sa jeunesse. Il est l'aîné d'une petite fratrie (une sœur et un petit frère) élevée essentiellement par leur mère, issue de la « petite bourgeoisie » parisienne. Son père, instituteur, a fait le choix d'une carrière aux colonies où il est directeur d'école. C'est ce qui vaut à Pierre adolescent d'accompagner son père un an à Luang Prabang au Laos, en 1953, et trois ans en Côte d'Ivoire, dont un an d'internat à Abidjan. 
Les vacances se passent immanquablement en Limousin, à Châlus (Haute-Vienne), chez ses grands-parents paternels. C'est le cadre de cette petite ville limousine qui inspirera son seul roman, Des femmes qui tombent.
Élève se revendiquant dilettante, il rate son baccalauréat, ce qui n'entrave pas son avidité de culture et son goût de la polémique, hérités de sa mère. En 1958-1959, il entreprend des études de kinésithérapie, sans conviction, qu'il abandonne assez vite.
En 1959, il accomplit son service militaire durant vingt-huit mois, d'abord à Épinal (en tant qu'élève officier de réserve dans les transmissions), puis à Baden-Baden et à Montélimar. Envoyé finalement en Algérie, il conserve de cette période un souvenir exécrable. 
De retour à la vie civile et ne sachant trop que faire pour gagner sa vie, il écrit des romans-photos réalisés avec des amis et qui sont publiés, vend des assurances-vie (qu'il rebaptise « assurances-mort ») puis des poutres en polystyrène expansé.

### L'Auroreet débuts à la télévision

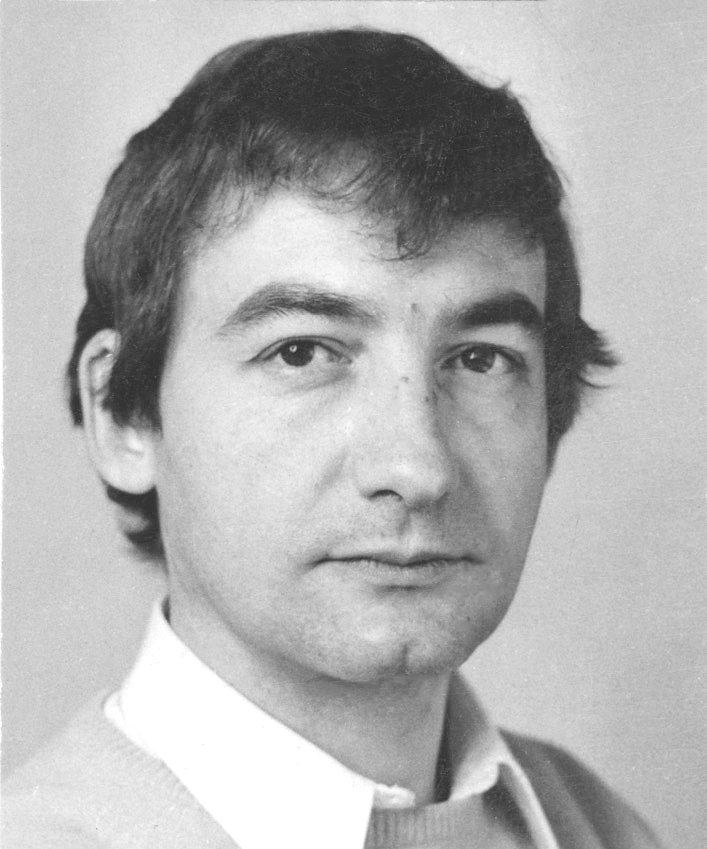
Pierre Desproges en 1976. Photo d'identité (Sacem).

Pierre Desproges devient ensuite journaliste à L'Aurore, où il entre grâce à son amie d'enfance, la journaliste Annette Kahn, dont le frère, Paul-Émile, était son condisciple au lycée Carnot à Paris. Le chef de service des informations générales, Jacques Perrier, qui n'aime pas son humour et ne le supporte pas, le fait renvoyer.
Il travaille alors à Paris-Turf, journal hippique appartenant au même groupe de presse. Lorsque Perrier est à son tour licencié en mai 1968, Bernard Morrot, nommé pour le remplacer, fait revenir Desproges à L'Aurore et lui confie une rubrique de brèves insolites à l'humour acide, que Pierre Desproges appelle la « rubrique des chats écrasés ». Jugé un peu trop caustique, il évite son licenciement grâce à Françoise Sagan (dont il fera plus tard une interview décalée pour Le Petit Rapporteur) qui écrit une lettre au journal en affirmant qu'elle n'achète L'Aurore que pour la rubrique de Desproges. 
En octobre 1973, il publie un article traitant de l'arrestation de Jacques Mesrine dans lequel il le qualifie de « fanfaron suicidaire » et lui attribue de nombreux meurtres et hold-up. Mesrine lui répondra par courrier en contestant ses affirmations et en le menaçant, ce qui inquiètera longtemps Desproges.
Remarqué par ses confrères de la télévision, il devient, en septembre 1975, chroniqueur dans l'émission de Jacques Martin, Le Petit Rapporteur sur TF1. Sa prestation dans cette émission dominicale, auprès de son complice Daniel Prévost, demeure gravée dans l'esprit des amateurs d'humour noir et de cynisme. Il finit toutefois par claquer la porte car ses interventions sont de plus en plus souvent coupées au montage (Jacques Martin aurait pris ombrage de la popularité de Desproges), et retourne à L'Aurore, où il se sent mieux.

### Activité à la radio

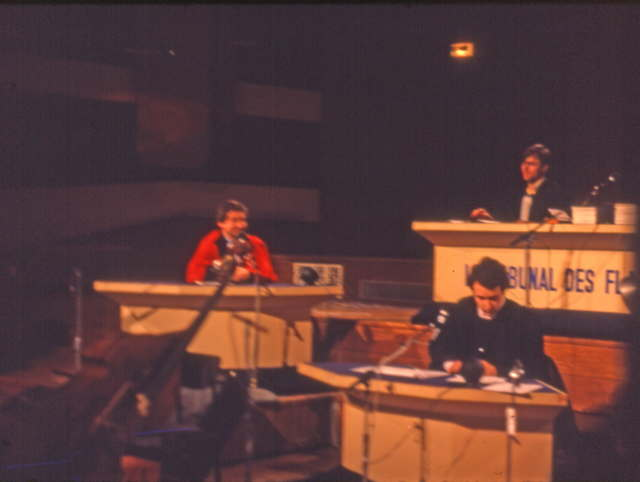
Pierre Desproges (à gauche) en procureur humoristique du Tribunal des flagrants délires sur France Inter en 1980.

Pierre Desproges participe ensuite à plusieurs émissions de radio sur France Inter :
- en 1978 et 1979, il anime en compagnie de Thierry Le Luron, Évelyne Grandjean, Bernard Mabille, Lawrence Riesner, l'émission hebdomadaire Des parasites sur l'antenne[13], produite par Olivier Nanteau et Monique Desbarbat et diffusée le samedi matin, de 9 h 10 à 10 h 30[14] ;
- entre 1980 et 1983, il est le procureur du Tribunal des flagrants délires en compagnie de Claude Villers et Luis Rego. Ses féroces réquisitoires commencent invariablement par son célèbre : « Françaises, Français, Belges, Belges… » et par « Public chéri, mon amour ! » pour se terminer par une sentence sans appel : « Donc, l'accusé est coupable, mais son avocat vous en convaincra mieux que moi » ;

- en 1986, il anime une chronique radiophonique quotidienne d'environ trois minutes, intitulée « Chroniques de la haine ordinaire » et traitant principalement de sujets à travers des coups de gueule et des coups de cœur.

### Retour à la télévision
Le 12 mars 1977, Pierre Desproges participe aux côtés de l'humoriste Thierry Le Luron à un sketch diffusé sur TF1 (durant l'émission Interneige), l'« Entretien au coin du feu », où Le Luron endosse le rôle du président de la République Valéry Giscard d'Estaing et Desproges celui d'un interviewer hésitant et saugrenu, à l'occasion d'une fausse interview « décidée à la dernière minute » un jour avant les élections municipales. Ils réitéreront ce sketch plusieurs fois, notamment le 1er janvier 1978 pour les vœux de la nouvelle année dans l'émission Les Rendez-vous du dimanche de Michel Drucker également sur TF1.
En 1980 et 1981, il participe à l’émission L'Île aux enfants où il interprète le professeur Corbiniou dans une vingtaine de petits sketches destinés aux enfants, afin de « les abêtir davantage ». Cette séquence est en quelque sorte l'ancêtre de La Minute nécessaire de monsieur Cyclopède. Durant la même période, il collabore au magazine Charlie Hebdo avec une petite chronique intitulée « Les étrangers sont nuls ».
En 1982, il collabore quelques mois au scénario de l'émission Merci Bernard sur FR3. C'est Desproges lui-même qui trouve le titre énigmatique de l'émission, en hommage à Bernard Morrot, l'homme qui lui offrit une seconde chance à L'Aurore.
Entre 1982 et 1984, l'humoriste assure également sur FR3 (pendant cent émissions) une brève chronique d'humour absurde intitulée La Minute nécessaire de monsieur Cyclopède. Parodiant la forme des leçons de choses ou de savoir-vivre, Desproges y immortalise son célèbre « Étonnant, non ? » qui conclut chaque épisode. Il se joue des sujets, qu'ils soient sacrés (« Rentabilisons la colère de Dieu » ou bien « Essayons vainement de faire apparaître la Sainte Vierge ») voire tabous (« Essayons en vain de cacher notre antisémitisme » ou bien « Asseyons un aveugle dans un fauteuil pour sourd »). Desproges dit alors de cette émission : « Notre objectif est de diviser la France en deux : les imbéciles qui n’aiment pas et les imbéciles qui aiment ».
Au début de l'année 1988, le 9 janvier, il présente en direct l'arrivée des invités de l'émission Champs-Élysées en lieu et place de Michel Drucker, sur un ton caustique et irrévérencieux (qualifiant par exemple Serge Gainsbourg de « seul génie qui ressemble à une poubelle »).
Quelques semaines avant sa mort, il tourne une publicité parodique avec le groupe d'humoristes Les Nuls. Le tournage est difficile, comme le révèle Alain Chabat dans le livre Desproges est vivant. Sur le plateau de l'émission L'Assiette anglaise du 20 février 1988, Desproges déclare s'être fêlé une côte durant l'enregistrement du sketch, ce qui expliquerait sa fatigue du moment. Cette remarque est sujette à caution, Hélène Desproges ayant révélé des années plus tard que son mari était maintenu dans l'ignorance du cancer qui le rongeait. Cette fatigue était plus vraisemblablement due à la progression du cancer qu'à une hypothétique côte fêlée.

### Sur scène
En 1975 et les années suivantes, Pierre Desproges est à l'Olympia sur scène avec Thierry Le Luron. En 1977-1978, il interprète des sketches avec Évelyne Grandjean, notamment Le Banc. En 1978-1979, il débute en tête d'affiche sur scène dans un petit théâtre du quartier Mouffetard, le Théâtre des 400 coups. Il joue devant un maigre public une pièce de théâtre drolatique : Qu'elle était verte ma salade… Il accompagne aussi Thierry Le Luron à Bobino.
Il est à plusieurs reprises en première partie des tours de chant de Dalida. Dans les coulisses, les rapports sont houleux avec Orlando, le frère de la chanteuse, qui ne comprend pas toujours le second degré de l'humoriste.
Aidé par Guy Bedos, il remonte sur scène en 1984, cette fois pour présenter son premier spectacle solo intitulé Tout seul en scène ou Un cri de haine désespéré où perce néanmoins une certaine tendresse. FR3 diffusera le 21 juin 1986 le spectacle enregistré en 1984 à Quetigny en Côte-d'Or, en y ajoutant les réactions de quelques spectateurs privilégiés – une concierge d'immeuble, des enfants, Guy Bedos – incrustées dans la captation du spectacle. FR3 le rediffusera le 3 juillet 1988. Ce spectacle sera repris en 1984 au théâtre Fontaine. Devant le succès rencontré, il part en tournée l'année suivante où en 1986, il crée le spectacle Pierre Desproges se donne en spectacle au théâtre Grévin. Là encore, le succès étant au rendez-vous, il part en tournée à travers la France jusqu'à sa mort en avril 1988,,.

### Mort et inhumation

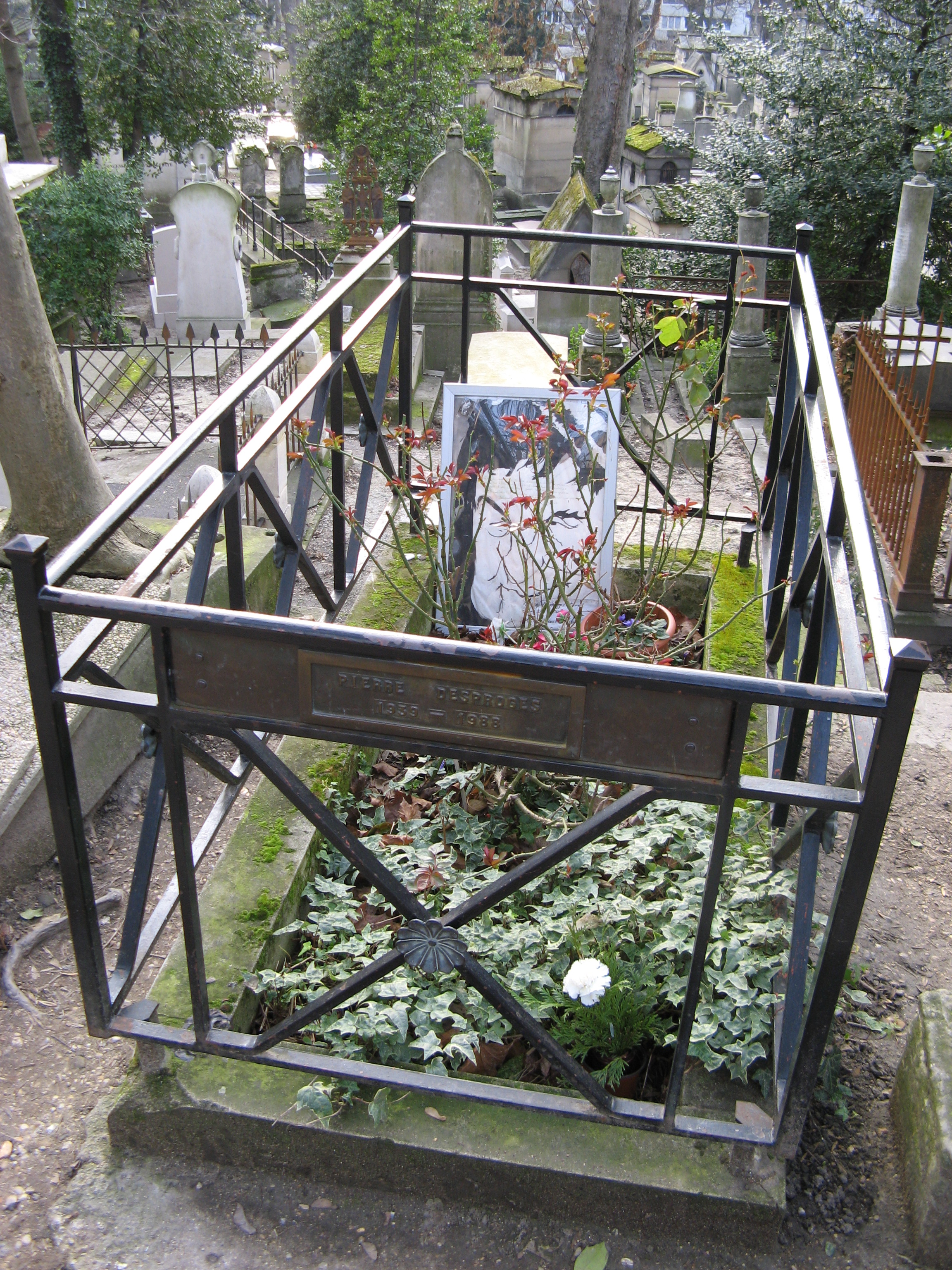
Tombe de Pierre Desproges au cimetière du Père-Lachaise à Paris. Ses cendres ont été directement mélangées à la terre, sans croix ni dalle, selon sa volonté.

En 1987, on diagnostique à Pierre Desproges un cancer du poumon. Les médecins qui l'opèrent ne peuvent que constater les dégâts : ses poumons sont atteints, l'humoriste est condamné. En accord avec Hélène Desproges, son épouse, ils décident de lui cacher la vérité et prétendent avoir retiré une tumeur sans conséquence.
Lentement, son état de santé se dégrade. L'humoriste ressent une fatigue chronique mais continue d'honorer ses engagements professionnels. Pour lui permettre de tenir le rythme de la tournée de son spectacle, des cocktails de remontants lui sont administrés. 
Le 20 février 1988, il est l'invité de Bernard Rapp dans l'émission L'Assiette anglaise dans laquelle l'animateur le présente comme « malade », l'intéressé prétextant une « côte cassée pendant le tournage d'une fausse publicité avec Les Nuls ».
Contrairement à la rumeur selon laquelle il serait resté dans l'ignorance de son cancer jusqu'à la fin, il est impossible qu'il l'eût ignoré d'après les nombreux médicaments qu'on lui administrait pour stabiliser son état, le cancer étant en outre un de ses thèmes de prédilection. En mars 1988, il accepte d'interrompre sa tournée pour reprendre des forces à l'hôpital américain de Paris, situé sur la commune de Neuilly-sur-Seine. Il y meurt le 18 avril 1988, peu avant l'élection présidentielle,,.
Le 12 septembre 2015, sur les ondes de RTL, son ami Guy Bedos révèle au micro de Marie Drucker qu'on a « aidé Pierre Desproges à mourir », à l'hôpital. Cette évocation de l'euthanasie de l'humoriste est également présente dans l'autobiographie de Bedos, Je me souviendrai de tout.
Ses obsèques se déroulent au cimetière du Père-Lachaise à Paris. Ses cendres sont inhumées après sa crémation dans une tombe provisoire, puis dans la division 10. Sa sépulture est un jardinet entouré d'une grille avec une simple plaque, où ses cendres ont été mélangées à la terre (sur dérogation de la Ville de Paris).

### Vie privée et familiale
Pierre Desproges s'est marié une première fois en 1961 avec son amie Marianne (dite « Mab »), par amour mais également pour des raisons pratiques. En effet, leur union a permis aux jeunes époux de bénéficier d'un logement dédié en Algérie, pendant le service militaire de Pierre. Ils se sont séparés rapidement après leur retour en France.
En décembre 1969, il a épousé Hélène Mourain, née le 26 mai 1947 à Nantes, malgré les réticences de la famille de la mariée en raison du statut de divorcé de Pierre. Hélène tient un rôle important dans la carrière de son mari : elle relit ses textes, négocie ses contrats et permet la publication de ses œuvres après sa mort.
Ils ont deux filles : Marie (1975) et Perrine (1977).
Hélène Mourain-Desproges meurt en 2012 ; elle est inhumée au cimetière du Père-Lachaise.

## Personnalité, style et idées

### Un humour littéraire et grinçant
L’humour pratiqué par Pierre Desproges a été défini comme un « mélange savoureux et cocasse du ludique et du polémique, entre langue littéraire et vulgarité maîtrisée ». Son humour « s'inscrit dans une tradition française à la fois littéraire et populaire » : veine burlesque de Rabelais, ironie humaniste à la Voltaire, aphorismes paradoxaux, fausses citations et humour noir d'Alphonse Allais, jeu avec les proverbes et les expressions figées, allant de Pierre Daninos à Pierre Dac ou Jules Renard, transgression des tabous à la Pierre Doris, sens de la phrase périodique et de la ponctuation de Vialatte.
Il n'hésite pas à s'attaquer aux sujets les plus sensibles avec une verve féroce, ce qui, selon le journaliste Kevin Dero, lui aurait valu trente ans plus tard « des procès en diffamation, des tollés médiatiques et des tweets rageurs ». Ainsi, le 1er avril 1983, alors que le cardinal Lustiger se plaint dans un reportage diffusé au journal de midi d'Antenne 2 des attaques des humoristes contre Dieu et les catholiques, Desproges lui apporte une réponse cinglante dans une lettre ouverte qu'il lit face caméra, où il critique les émissions religieuses dominicales sur cette même chaîne (notamment La messe du dimanche) et où, selon l'humoriste, les « minorités athées non priantes, non bigotantes et mal bêtifiantes sont méprisées et bafouées, je pèse mes mots, au profit de grotesques manifestations incantatoires d'une secte en robe », et promet qu'il va envoyer « par ce même courrier une copie de cette lettre à Dieu et que ça va chier »,. 
Ses traits d'humour grinçants s'adressent aussi bien à d'Ormesson (« parasite de la société qui trémousse sans vergogne son arrogance de nanti »), à Duras (« Marguerite Duras n'a pas écrit que des conneries. Elle en a aussi filmé »), à Yves Montand (« Stalinien pour pas un rond pendant vingt-cinq ans ») qu'aux politiques, de Le Pen (« Il y a plus d'humanité dans l'œil d'un chien quand il remue la queue, que dans la queue de Le Pen quand il remue son œil ») à Cohn-Bendit (« Qui êtes-vous, pauvre Cohn ? »).
Il est aussi réputé pour son humour noir. Le cancer lui inspire des phrases-cultes : « plus cancéreux que moi, tumeur » ou « Noël au scanner, Pâques au cimetière ».
Il est également connu pour son sens de la repartie : en 1984, alors qu'il est en train de parler sur le plateau de l'émission Droit de réponse, il est interrompu par un autre invité, l'écrivain Jack Thieuloy, qui réclame la parole en se disant « interdit de télévision » : Desproges lui répond alors « Vous m’emmerdez, monsieur Thieuloy. C’est pas parce que la terre entière vous déteste qu’on n’a pas le droit de m’aimer cinq minutes ».
Dans une interview de 1986, il indique : « [...] j'aime bien le langage, le verbe. Quand on peut le manier, c'est un outil formidable : sans se salir les mains, on peut tuer quelqu'un, l'humilier avec un mot qui vient bien. Par exemple, une des grandes joies de ma vie, c'est d'humilier mes semblables ». Dans la même interview, il confie : « Môme, j'écoutais Francis Blanche, Pierre Dac : j'étais passionné par ça, je séchais des cours, je repoussais des rendez-vous pour ne pas rater leurs émissions. Après, il y a eu Martin, Yanne… ». Il avoue aussi une admiration pour Georges Brassens.
Contrairement à ce que prétend la légende, ce n'est pas lui qui a rédigé la dépêche annonçant sa mort (« Pierre Desproges est mort d'un cancer. Étonnant, non ? », en référence à la phrase de conclusion rituelle sur FR3 de La Minute nécessaire de monsieur Cyclopède), mais Jean-Louis Fournier, réalisateur de la Minute nécessaire et proche de Desproges. Au départ, cette dépêche devait être : « Pierre Desproges est mort d'un cancer sans l'assistance du professeur Schwartzenberg », proposée par Hélène Desproges. Mais elle a finalement renoncé à inclure cette précision afin d'éviter d'éventuelles poursuites.

### «On peut rire de tout, mais pas forcément avec tout le monde»
On attribue à Pierre Desproges la paternité de la maxime « On peut rire de tout, mais pas avec tout le monde », parfois formulée « On peut rire de tout, mais pas avec n'importe qui »,,. Cette maxime est devenue une sorte d'argument d'autorité, à tel point que Frantz Durupt, dans un article de 2016 dans Libération, l'appelle le « point Desproges », en référence au point Godwin.
Il semble cependant que Desproges n'ait jamais écrit ni prononcé telle quelle l'une de ces deux phrases,.
La maxime provient du réquisitoire du « procureur de la République Desproges française » contre Jean-Marie Le Pen dans l'émission du 28 septembre 1982 du Tribunal des flagrants délires sur France Inter. Dans la première partie de son réquisitoire, Desproges déclare : « Les questions qui me hantent sont celles-ci. Premièrement, peut-on rire de tout ? Deuxièmement, peut-on rire avec tout le monde ? ». À la première question, il répond « oui, sans hésiter » et dit que non seulement on « peut » rire de tout mais que l'on « doit » rire de tout pour « désacraliser la bêtise, exorciser les chagrins véritables et fustiger les angoisses mortelles ». À la seconde question, il répond simplement « c'est dur », dans le sens où lui, Pierre Desproges, n'a pas envie de rire avec tout le monde et en l’occurrence ce jour-là avec Jean-Marie Le Pen (il dit par la suite qu'il est au-dessus de ses forces de rire avec « un stalinien pratiquant », un « terroriste hystérique » ou un « militant d'extrême droite »).
Dans un entretien à Télérama daté du 24 novembre 1982, paru deux mois après la diffusion de cette émission, il explique : « Je crois qu’on a le droit de rire de tout. Mais rire avec tout le monde, ça, peut-être pas. […] Le rire est un exutoire et je ne comprends pas qu’on dise qu’il ne faut pas rire de ce qui fait mal. Ça fait moins mal quand on en a ri. À la fin de l’été, quelqu’un que j’aimais énormément est mort d’un cancer. Mais le cancer, comme Yves Montand, c’est des choses dont il faut rire. Moi quand je parle de cancer, je parle de mes proches, pas des proches d’autrui. »
Desproges reformule cette idée en novembre 1983 dans son ouvrage Vivons heureux en attendant la mort en écrivant « Il vaut mieux rire d’Auschwitz avec un Juif que de jouer au Scrabble avec Klaus Barbie ». Dans le cadre de la promotion de ce livre, il est invité dans l'émission Apostrophes du 30 décembre 1983. Il y dit « on peut rire absolument de tout mais pas avec tout le monde » en précisant qu'en préparant l'émission avec Jean-Marie Le Pen, « [il] n'avai[t] pas envie de rire avec lui ».
En 1986, dans une autre interview à Paroles et Musique, lorsque l'interviewer lui demande s'il peut « rire de tout, mais pas avec n'importe qui », Desproges répond : « C'est la formule à laquelle je me tiens ».

### Thèmes récurrents
Certains thèmes reviennent de manière fréquente dans ses sketches : le plaisir sous toutes ses formes (les femmes, la bonne chère, le vin, etc.), mais aussi le cancer, la mort, ou encore le nazisme, l'antisémitisme et les autres formes de racisme ou de fascisme sont parmi les sujets qu'il aborde régulièrement. Certains éléments narratifs reviennent également, à la manière de gimmicks, dont voici quelques exemples.
- Son individualisme viscéral[4], qui lui fait fuir instinctivement les manifestations, les pétitions, qui ne sont pour lui que des lieux ou des occasions où s'exprime la bêtise[7],[54].
- Il prend souvent Dieu à témoin : « Dieu me tripote », « Dieu me turlute », « Einstein, Dieu ait son âme… et moi-même, Dieu lâche la mienne… », le remerciant parfois (« Merci mon Dieu ») ou le réprimandant (« Dieu a dit : tu aimeras ton prochain comme toi-même. D’abord, Dieu ou pas, j’ai horreur qu’on me tutoie… »[55]).
- Il évoque fréquemment Adolf Hitler, s'étonnant ironiquement du sentiment général d'antipathie qu'il inspire, parlant alors du « chancelier Hitler », se demandant si ce qui déplaît le plus aux gens chez lui, « c'est le peintre ou l'écrivain »[56].
- De même pour Himmler, à qui il attribue des citations équivoques : « Comme disait à peu près Himmler : « Qu'on puisse être à la fois juif et allemand, ça me dépasse. » C'est vrai, [il] faut savoir choisir son camp. »[57],[58], ou, cheminant entre Auschwitz et les Pays-Bas, « On ne peut pas être à la fois au four et au moulin »[57].
- Il fait référence à la Collaboration comme « l'amitié franco-allemande », disant que c'était « un moyen d'apprendre une jolie langue étrangère à peu de frais ». Toujours dans cette veine, il s'étonne de la disparition du nazisme, « tombé en désuétude après 1945 »[57],[59]. Il affirme également : « Il est plus économique de lire Minute que Sartre. Pour le prix d'un journal, vous avez à la fois La Nausée et Les Mains sales »[60].
- Concernant les Juifs, il assène : « Dans la Collaboration, pour bien gagner sa vie, il faut dénoncer des Juifs. Ce n'est pas très marrant de dénoncer. Oui mais, dans la Résistance, on ne dénonce pas les Juifs, mais il faut vivre avec ! »[61] ; il ajoute, « On ne m’ôtera pas de l’idée que, pendant la dernière Guerre mondiale, de nombreux Juifs ont eu une attitude carrément hostile à l’égard du régime nazi »[62], ou encore « Mieux vaut entendre ça que d'être juif[61] ».
- Il s'en prend aux jeunes, et plus particulièrement « à leurs problèmes de jeunes, quoi » ; ou encore : « L’humanité est un cafard. La jeunesse est son ver blanc »[57], tout en conseillant aux vieux « de mourir sans les déranger ».
- Les auditeurs et lecteurs sont malmenés, « sous-doués végétatifs gorgés d'inculture crasse et de Coca-Cola tiède »[63], « drogués de télévision », « bande de légumineuses surgelées du cortex », ou encore de « grotesques protozoaires constipés par la trouille », mais les rassure en leur affirmant que l'« on peut très bien vivre sans la moindre espèce de culture »[64].
- L'armée en prend également pour son grade, par exemple lors du réquisitoire contre Jacques Séguéla, où il profite de son temps de parole pour asséner : « En 1939 déjà, tout le monde, en France, savait que le général Gamelin était un con, sauf les militaires. C'est ça, un secret militaire » ; et aussi : « Il ne faut pas désespérer des imbéciles. Avec un peu d'entraînement, on peut arriver à en faire des militaires »[65].
- Le monde politique est également la cible de ses sarcasmes : « À part la droite, il n'y a rien au monde que je méprise autant que la gauche »[66].
- L'Académie française, « gérontodrome » où les quarante « papy-la-tremblotte » se réunissent pour que chacun se « déguise périodiquement en guignol vert avec un chapeau à plumes à la con et une épée de panoplie de Zorro », le tout afin de savoir « s'il y a un « n » ou deux à zigounette »[67] ; et aussi : « Quand quarante personnes s'habillent comme un con, c'est l'Académie française. Quand mille personnes s'habillent comme un con, c'est l'armée française »[68].
- Les chanteurs comme Julio Iglesias, Tino Rossi, ce dernier qualifié de « roucouleur radiophonique » (notamment : « Le jour de la mort de Brassens, j'ai pleuré comme un môme. Alors que — c'est curieux — mais, le jour de la mort de Tino Rossi, j'ai repris deux fois des moules »[69]), Francis Lalanne et le groupe Indochine[70] font partie de ses souffre-douleur en matière de musique, de même que le rock en général[70] et le yéyé (« Je n'ai rien contre les yéyés, les attardés mentaux aussi ont droit à leur musique »).
- Les écrivains, notamment Marguerite Duras : « Marguerite Duras, qui n'a pas écrit que des conneries. Elle en a aussi filmé »[71], ou les philosophes comme BHL : « Au printemps, […] le chat-huant hue, le paon puant pue, le matou mutant mue, Bernard-Henri Lévy refait sa mise en plis »[72].
- Les œuvres caritatives comme les Restos du cœur,[73], le Live Aid, dont il fustige le caractère exhibitionniste, opportuniste et hypocrite.
- Yves Montand, dont il raille plusieurs fois dans ses spectacles les prises de position politiques : « Au reste, à regarder de plus près, quelle différence y a-t-il vraiment entre Pétain et Yves Montand ? À la réflexion, il y en a une : Pétain, lui, au moins, y ferme sa gueule. Y donne pas son avis sur la Pologne quand on lui demande de chanter Les Feuilles mortes »[58].
- Viennent également, en vrac : le Boléro de Ravel, dont il feint de méconnaître l'auteur (« Mozart était tellement précoce, qu'à huit ans et demi, il avait déjà composé le Boléro de Ravel ! ») ; la paroisse Saint-Honoré-d'Eylau, représentative du catholicisme bourgeois ; la « Tata Rodriguez » de Luis Rego et ses improbables préparations à base de morue qu'elle lui envoie « par paquet fado » ; la Troisième Guerre mondiale imminente contre les Russes ; son amour des femmes (« Plus je connais les hommes, plus j'aime mon chien ; plus je connais les femmes, moins j'aime ma chienne »[74]) qui n'a d'égal que son amour des bons vins de bordeaux[75] ou de saint-émilion (notamment le Château-Figeac 1971) et de la bonne chère[76] ; sa haine du sport en général et du football en particulier[4], notamment du duel Saint-Étienne–Sochaux et le drame du Heysel.
- Ses jeux de mots salaces : « Et puis nos coutumes divergent, et divergent [dix verges] c'est énorme »[77] ; ou bien : « Si c'est les meilleurs qui partent les premiers, que penser alors des éjaculateurs précoces ? »[78].

## Postérité

### Appropriation de son type d'humour
L’œuvre de Pierre Desproges est souvent reprise par des humoristes, des personnalités, ou tout un chacun. Toutefois, cet « argument d'autorité » peut être sujet à caution. En effet, comme le soulèvent Anne-Marie Paillet et Florence Mercier-Leca en 2014, l'humour desprogien se fait sous couvert d'un « pacte humoristique » ; le personnage détestable que représente Desproges sur scène, auteur de tirades fortement contestables, ne doit pas être confondu avec Pierre Desproges, l'homme.
C'est de ce constat que part Frantz Durupt lorsqu'il évoque en 2016 l'emploi à tort et à travers de la citation — approximative — selon laquelle « on peut rire de tout », fustigeant les récupérations tentées par Alain Soral ou les parallèles tentés avec Dieudonné.

### Hommages et odonymes

#### Hommage
Pour le trentième anniversaire de sa mort, un vernissage a lieu en son hommage à Pujols le 18 avril 2018.

#### Odonymes
- En 2015, le conseil de Paris donne son nom au petit mail situé 143, rue de la Roquette, dans le 11e arrondissement de Paris[81].
- Le collège Pierre-Desproges à Châlus (département de la Haute-Vienne)[82], où il passait ses vacances chez ses grands-parents paternels.
- Allée Pierre-Desproges à Noyal-Châtillon-sur-Seiche (Ille-et-Vilaine)[83].
- Mail Pierre-Desproges à Pantin (Seine-Saint-Denis)[84], où il est né.
- Rue Pierre-Desproges à Amboise (Indre-et-Loire)[85].
- Rue Pierre-Desproges à Brest (Finistère)[86].
- Rue Pierre-Desproges à Chambly (Oise)[87].
- Rue Pierre-Desproges à Démouville (Calvados)[88].
- La 32e promotion de l'IRA de Lille porte le nom de Pierre Desproges.
- L'espace Pierre-Desproges à Quetigny (Côte-d'Or).
- Allée Monsieur-Cyclopède à Manosque (Alpes-de-Haute-Provence).

Hommages à Desproges dans l'espace public
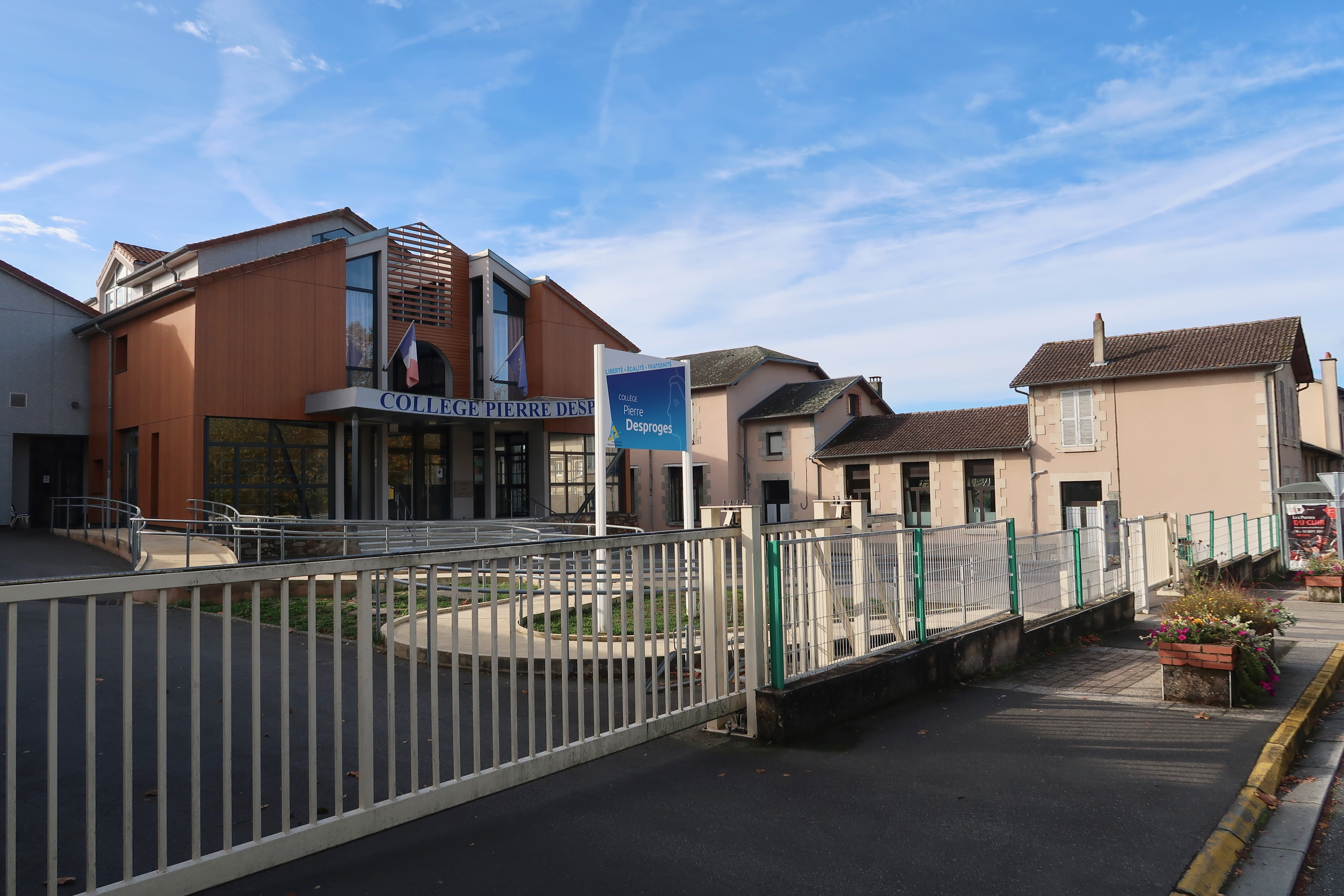
Collège Pierre-Desproges à Châlus (Haute-Vienne).
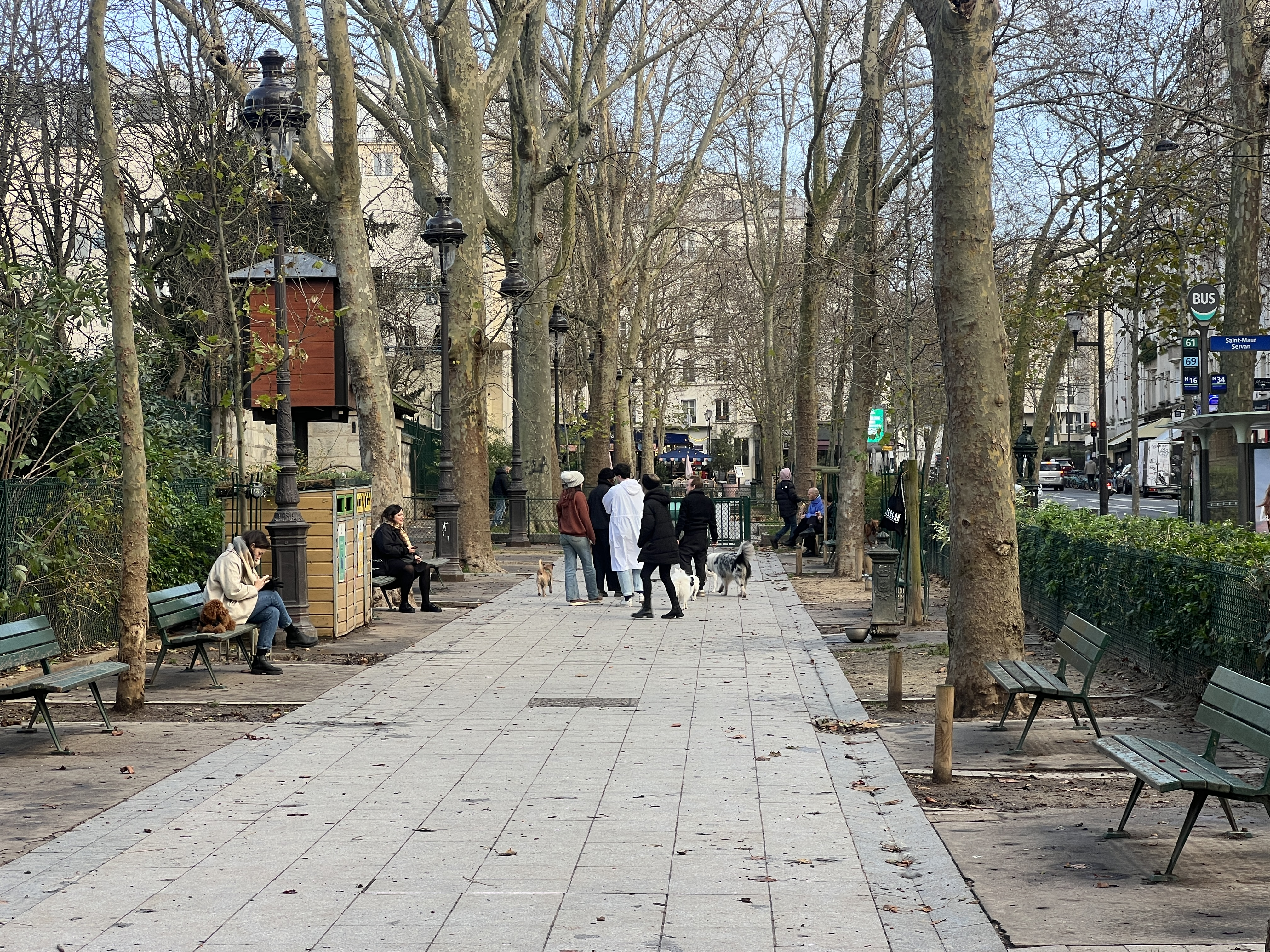
Mail Pierre-Desproges à Paris.
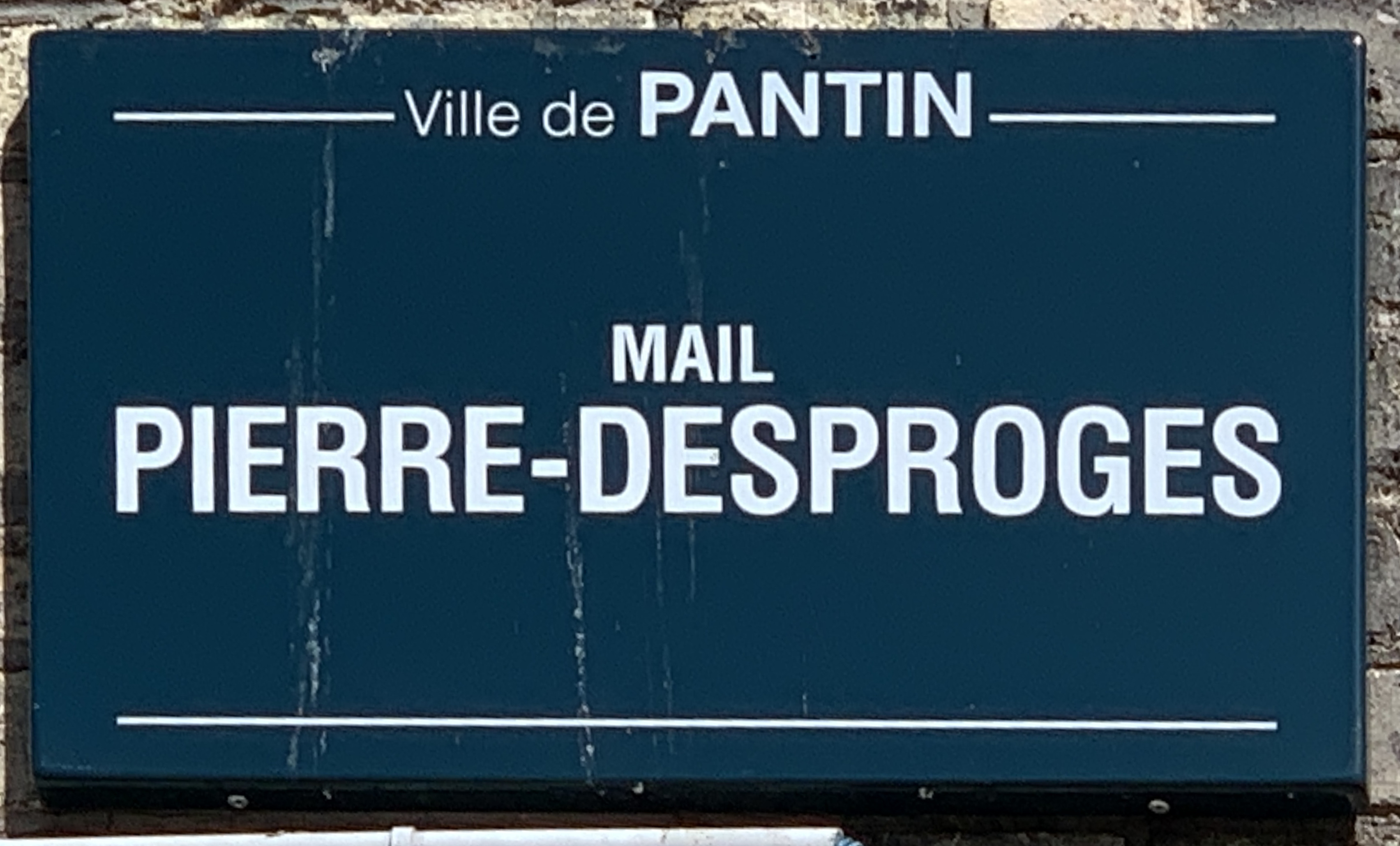
Mail Pierre-Desproges à Pantin (Seine-Saint-Denis).

## Œuvres

### Publications
De son vivant
- Le Petit Reporter, 1981 (recueil des « En bref » publiés dans l'Aurore. Paris, Presses de la Cité. Nouvelle édition : Paris, Le Seuil  (ISBN 2020490641 et 2020397145))
- Grandes gueules par deux, 1981 (textes, dessins de Ricord, Morchoisne et Mulatier)
- Des femmes qui tombent, 1985 (roman)  (ISBN 2020089742 et 2020336251)
- La Minute nécessaire de monsieur Cyclopède, 1995 (court textes)  (ISBN 202026093X et 2020314274) réédité en 1999
  - les archives vidéo disponibles en DVD s'intitulent L'indispensable encyclopédie de monsieur Cyclopède
- Les Bons Conseils du professeur Corbiniou  (ISBN 2020326396)
- Les Réquisitoires du Tribunal des flagrants délires en deux volumes. (archives audio et vidéo, livres  (ISBN 2020686260)  (ISBN 2020685361)  (ISBN 202068537X)  (ISBN 2020628473)  (ISBN 2020628589)  (ISBN 2020638665))
- Chroniques de la haine ordinaire (livre  (ISBN 202032041X)  (ISBN 2020689057)  (ISBN 2020130513), archive audio)... ces chroniques sont séparées en 2 volumes.
- Manuel du savoir-vivre à l'usage des rustres et des malpolis, 1981 (livre  (ISBN 2020321289))
- Vivons heureux en attendant la mort (livre, 1983  (ISBN 2020320428)  (ISBN 2020066157)  (ISBN 2020136325))
- Dictionnaire superflu à l'usage de l'élite et des bien nantis (livre  (ISBN 2020324369)) - couverture Alain Millerand (livre  (ISBN 2-02-008658-1))
- Pierre Desproges - La scène, album enregistré au Théâtre Fontaine en février 1984 et au Théâtre Grévin en octobre 1986 (réédité en double CD en 1995)

Entre septembre 1984 et novembre 1985, il publie des chroniques culinaires dans la revue Cuisine et Vins de France, dans sa rubrique dédiée « Encore des nouilles ». Parmi elles, « L'aquaphile », « L'amour à table » ou encore la recette de la « Cigale melba »,.
Posthumes
- Fonds de tiroir  (ISBN 2020109026)
- Textes de scènes  (ISBN 2020326450)
- L'Almanach, Paris, Éditions Rivages, 1988,  (ISBN 286930269X)  (ISBN 2869301685)
- Les étrangers sont nuls  (ISBN 2020336553)  (ISBN 2020191350)
- La seule certitude que j'ai, c'est d'être dans le doute (entretien avec Yves Riou et Philippe Pouchain)[4]  (ISBN 2020505738)  (ISBN 2020345536))
- Pierre Desproges en BD : Françaises, Français, Belges, Belges, lecteur chéri mon amour  (ISBN 2874420271)
- Tout Desproges, éditions du Seuil, mars 2008  (ISBN 2020971518 et 9782020971515)
- Desproges est vivant  (ISBN 9782757808535)
- Desproges en petits morceaux  (ISBN 9782757815854)
- Encore des nouilles  (ISBN 9782357660762), chroniques culinaires parues dans Cuisine et vins de France en 1984-1985, illustrées par Cabu, Catherine, Charb, Luz, Riss, Tignous et Wolinski.
- Perrine Desproges et Cécile Thomas, Desproges par Desproges, Courroux, 2017 (ISBN 978-2-9560173-0-1)

### Filmographie
- 1976-1977 : Minichronique, série télévisée de René Goscinny et Jean-Marie Coldefy
- 1977 : La Face cachée d'Adolf Hitler de Richard Balducci : Albert Hitler.
- 1981 : Signé Furax de Marc Simenon : l'interprète en langue des signes.
- 1983 : L'Œil du Mort, téléfilm de Fabrice Cazeneuve
- 1986 : Triple Sec de Yves Thomas : un des clients de la brasserie.

### Discographie
Hors enregistrements audio de ses sketchs
- A bobo bébé (45 tours), Garima, 1977
- Ça, ça fait mal à l'ouvrier (45 tours), RCA, 1986

## Diffusion sur Internet
En septembre 2008, les ayants droit de Pierre Desproges ont passé un accord avec le site Dailymotion pour mettre en ligne des vidéos de l'humoriste, diffusant gratuitement et légalement de nombreux sketches,,.

### Ressource radiophonique
- Christine Bernard, « Pierre Desproges (1939-1988) - "Je ne suis pas n’importe qui" » [audio], émission Toute une vie (59 min), France Culture, 18 avril 2020.